# ポンチャートレイン湖の湖上戦
ポンチャートレイン湖の湖上戦（ポンチャートレインこのこじょうせん、英: Battle of Lake Pontchartrain）は、アメリカ独立戦争中の1779年9月10日に、現在のルイジアナ州（当時はイギリス領西フロリダ）ポンチャートレイン湖で行われた帆船戦闘艦同士の一騎討ちである。イギリス海軍のスループ・オブ・ウォー HMSウェストフロリダと、大陸海軍のスクーナー USSモリスが戦った。
ウェストフロリダはポンチャートレイン湖を警戒巡視中にモリスに遭遇した。モリスは大陸海軍ウィリアム・ピクルス大佐が指揮するスペインとアメリカの水兵が乗り組み、ニューオーリンズを出港してきていた。モリス乗組員の方が多かったので、ウェストフロリダに乗り移り、その艦長であるジョン・ペイン大尉に致命傷を負わせた。ウェストフロリダを捕獲したことで、ポンチャートレイン湖にはイギリス海軍が居なくなり、既に弱くなっていた西フロリダ西部に対するイギリスの支配力を更に弱めることになった。

## 背景
メキシコ湾岸ではアメリカ独立戦争の重大な軍事行動は起こっていなかったが、1779年にスペインが参戦した。この時までスペイン領ルイジアナの首都ニューオーリンズは、アメリカ愛国者側に金と軍需物資を提供する半ば秘密のルートとして機能していた。1779年まで愛国者たちはスペイン総督にひっそりと支援され、ニューオーリンズの著名な事業家オリバー・ポロックによって仲介されていた。ポロックは事実上大陸会議の代理人として行動してスペイン総督と交渉し、また私有財産も使ってミシシッピ川下流での愛国者の活動に関わっていた。
1778年、イギリス領西フロリダを標的とする襲撃隊をジェイムズ・ウィリングが率いた。ミシシッピ川ではイギリスの船舶レベッカを捕獲し、それをニューオーリンズまで移動させた。レベッカはアメリカ海軍に組み込まれ、フィラデルフィアの財務家ロバート・モリスに因んで、USSモリスと改名された。
イギリス領西フロリダは西のミシシッピ川から東のアパラチコラ川まで広がっていた。ウェストフロリダは1776年からジョージ・バードンの指揮でポンチャートレイン湖を巡航しており、ニューオーリンズに向かうスペイン商船を含めあらゆる形態の船舶を停止させて検査したので、スペインにとっては悩みの種だった。バードンは1778年にウィリングが行った襲撃のときにこれを捕まえることができず、1778年遅くには船の再艤装と修繕のために西フロリダの首都であるペンサコーラに戻った。1779年1月、バードンは指揮官職をジョン・ペインと交替した。ペインは西フロリダ海岸で測量任務に就いたことがあり、その地域をよく知っていた。ウェストフロリダは武装スループ・オブ・ウォーであり、その捕獲者に拠れば、4ポンドと6ポンドの大砲数門を搭載し、約30名の乗り組み員を載せていた。ただし、イギリス側の証言では、乗り組み員数は15名だった。

## 前哨戦

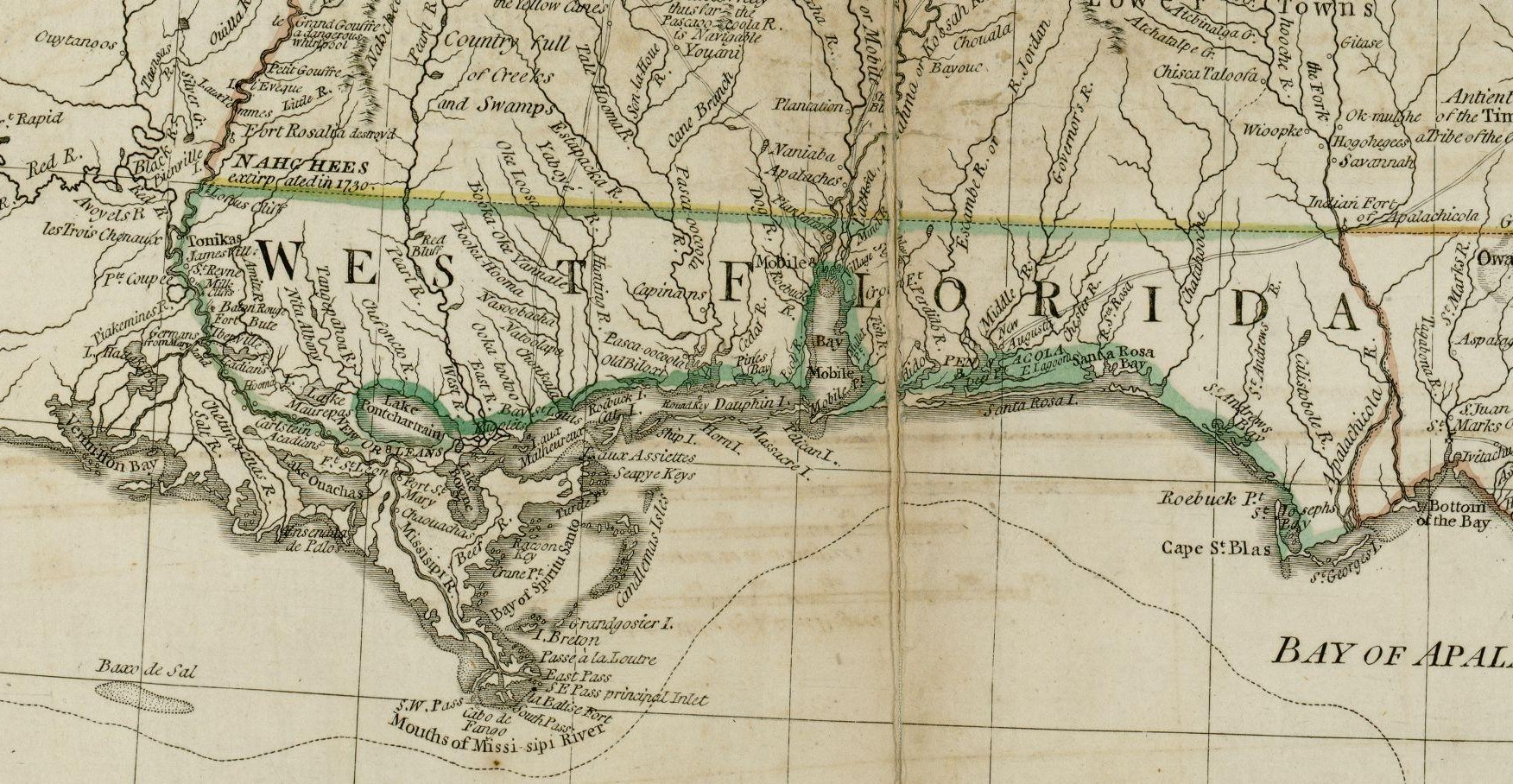
1776年のイギリス領西フロリダの地図、左にポンチャートレイン湖が見える

ペインは1779年8月まで何事もなく西フロリダの海域を巡航していた。8月27日、マンチャックでアレクサンダー・ディクソン中佐の分遣隊隊員と接触するため、1隻のボートで乗り組み員を送り込んだ。そのボートは帰らなかった。その日、スペイン領ルイジアナの総督ベルナルド・デ・ガルベスは、ミシシッピ川にあるイギリス軍軍事基地を占領するために遠征隊を送り出しており、ボートはその隊員に捕まっていた。ガルベスは9月7日に首尾よくマンチャック守備隊を捕獲しており、9月21日のバトンルージュの戦い後、ディクソンとミシシッピ川に残っていたイギリス軍の降伏を交渉した。しかし、ペインはこれらの出来事を知らなかった。
ポロックは大陸会議に認められた発令権限を使って、モリスの指揮権を大陸海軍のウィリアム・ピクルスに与えた。しかし、モリスはハリケーンで破壊され（このためにガルベス遠征隊の出発も遅れた）、ガルベスはピクルスが使うための別の船を与えた。この船もモリスあるいはモリスのテンダーなど様々に呼ばれた。ピクルスの副指揮官であるピーター・ジョージ・ルソー中尉の報告書に拠れば、この船は武装スクーナーであり、小さな（2.5ポンド以下）の大砲5門と旋回砲10門を備え、敵の攻撃から上甲板にいる乗り組み員を守るための障壁が無かった。さらに乗り組み員は接近戦のための備えが無く、乗り移った時に使う斧や槍なども無かった。ポロックはピクルスに、湖上で活動が増加してきたイギリスの艦船に嫌がらせを行うよう指示した。

## 戦闘
ピクルスはアメリカ人とスペイン人の乗り組み員57名を載せてニューオーリンズを出港した。その副指揮官ルソーは大陸会議から任命されたフランス人だった。ピクルスはその意図を隠すために、偽旗作戦としてイギリスの軍旗を翻させた。9月10日、両艦は互いを視認して接近し、ペインはモリスの意図を探るために呼び止めた。その回答はペンサコーラに向かう商船だということだったが、その直後にピクルスは偽の旗を降ろさせ、アメリカの国旗に換えさせた。続いてアメリカ兵が引っ掛け鉤を投げて両艦を固定し、旋回砲を発砲する一方、ルソー中佐が乗り移り部隊を編成した。どちらの艦も大型大砲を発砲した可能性は低い。

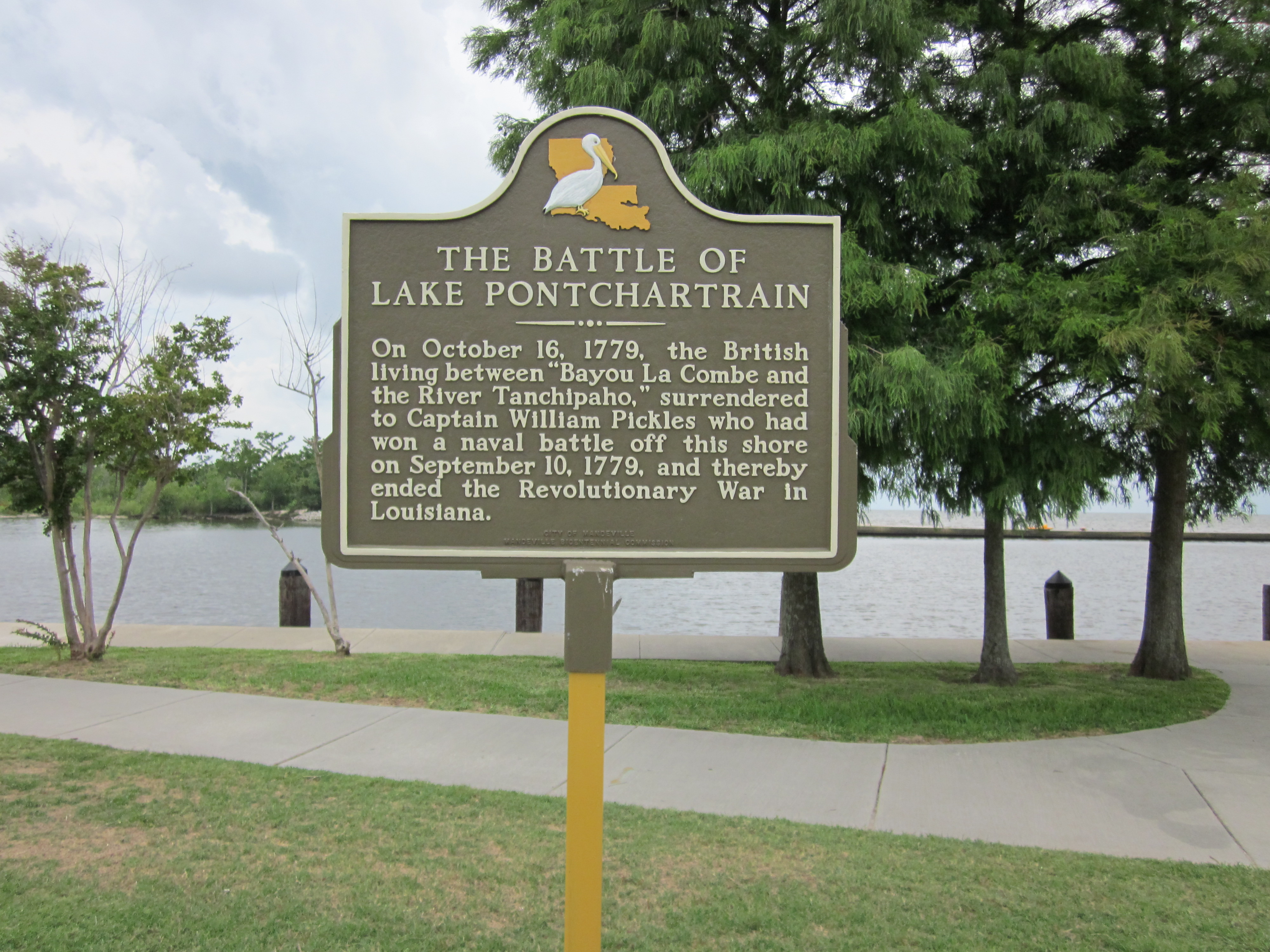
ルイジアナ州マンドビルにある歴史銘板、ポンチャートレイン湖の湖上戦を伝えている

ペインの少数の乗組員は精一杯の抵抗を行い、乗り移って来た者達を2度撃退した。3度目の乗り移りが成功し、ペイン自身も「大変激しい」と表現された戦闘で致命傷を負って倒れた。乗り移り部隊はイギリス兵を圧倒し、ペイン以外にも2人を負傷させたが、6ないし8名が戦死し、数名が負傷した。

## 戦いの後
ピクルス艦長はその戦利品を引いてニューオーリンズに戻り、ポロックがウェストフロリダの装備を整備した。ピクルスは、ガルベス総督がミシシッピ川を遡っている間に、ウェストフロリダで西フロリダの海域を巡航した。続いてシャーロット砦の戦いではガルベスを援護し、アラバマのモービルを占領した後、ウェストフロリダでフィラデルフィアに戻った。
この戦闘はルイジアナ州マンドビルにある歴史銘板で伝えられている。